# Embolanthera
Embolanthera là một chi thực vật có hoa trong họ Hamamelidaceae.